# Biuro Główne Świadków Jehowy
Biuro Główne Świadków Jehowy – ośrodek nadzorujący międzynarodową działalność Świadków Jehowy. Biuro Główne jest również siedzibą Ciała Kierowniczego Świadków Jehowy. W latach 1909–2016 mieściło się w nowojorskim Brooklynie w Stanach Zjednoczonych. Od 1 września 2016 roku Biuro Główne funkcjonuje w Warwick w stanie Nowy Jork.
W ramach Biura Głównego działalność prowadzi ponad 70 działów, m.in.: Dział Ekspedycji, Dział Filmów Wideo, Dział Nagrań, Dział Plastyczny, Dział Prawny, Dział Projektowo-Budowlany, Dział Redakcyjny, Dział Szkoleń Teokratycznych, Dział Komputerowy, Dział Konserwacji, Dział Korespondencji, Dział Archiwum Redakcyjne, Dział Przetwarzania Tekstu, Dział Stron Internetowych, Dział Telewizji Internetowej, Dział Transportu, Dział Transmisji, Dział Muzeum, Dział Audytu i Dokumentacji, Dział Podróży oraz Służba Informacji o Szpitalach, Służba Wspierania Tłumaczeń, Biuro Informacji Publicznej, Biuro Zakupów Globalnych, Biuro Ochrony Zdrowia, Biuro Skarbnika. Większość działów jest zlokalizowana w siedzibie Biura Głównego. Pozostałe są zlokalizowane w Centrum Szkoleniowym w Patterson oraz na Farmach Strażnicy w Wallkill.

## Historia

### Dom Biblijny

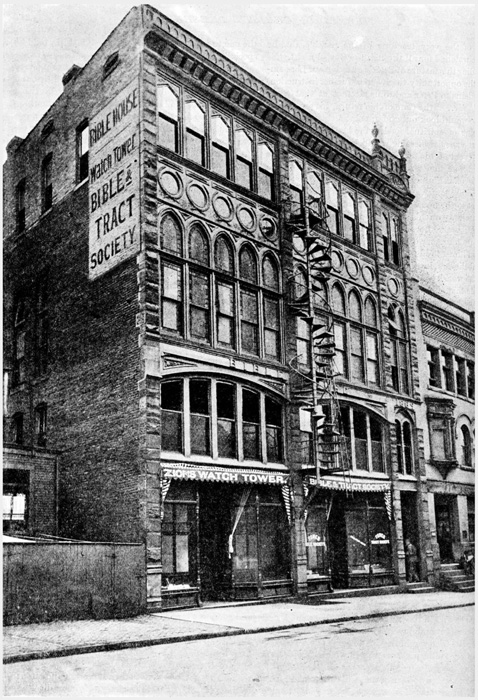
Dom Biblijny w Allegheny (siedziba biura od roku 1889 do stycznia 1909)

Pierwsza siedziba Towarzystwa Strażnica mieściła się w latach 80. XIX wieku początkowo w specjalnie zakupionym z tą myślą dużym domu Charlesa i Marii Russellów przy Fifth Avenue 101 w Pittsburghu, a gdy pomieszczenia stały się niewystarczające została przeniesiona na Federal Street 44 w Allegheny (obecnie dzielnica Pittsburgha) w stanie Pensylwania.
W 1889 roku za sumę 34 tysięcy dolarów ukończono czterokondygnacyjny budynek przy Arch Street 56–60 w Allegheny. Nadano mu nazwę „Dom Biblijny”. W 1896 roku w Domu Biblijnym w Allegheny pracowało 12 osób, a w 1907 roku 30 osób. Oprócz biur znajdowała się tam też jadalnia, sypialnie i kaplica wyposażona w basen do chrztu.
Pierwotnie budynek należał do kierowanej przez Charlesa T. Russella prywatnej oficyny wydawniczej Tower Publishing Company, która zajmowała się drukowaniem literatury dla Towarzystwa Strażnica po uzgodnionej cenie. 15 kwietnia 1898 roku prawo własności oficyny wydawniczej oraz całej parceli scedowano na Towarzystwo Strażnica.
Dom Biblijny przy Arch Street w Allegheny służył za główne biuro Towarzystwa blisko 20 lat.

### Przeprowadzka Biura do Brooklynu

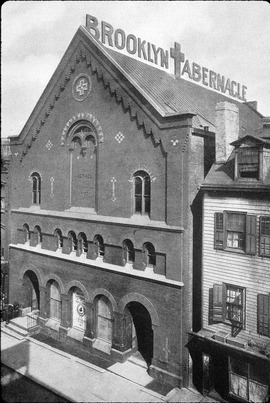
Przybytek Brukliński przy Hicks Street 13–17 (siedziba Biura w latach 1909–1918)

Na początku XX wieku, ze względu na większe możliwości rozwoju działalności głoszenia w większej aglomeracji postanowiono przenieść siedzibę korporacji z Pittsburgha do Brooklynu. Uważano również, że gdyby kazania Russella ukazywały się w większym ośrodku miejskim byłyby przedrukowywane przez większą liczbę gazet. W tym czasie biura oddziałów funkcjonowały w Wielkiej Brytanii, Niemczech, Szwajcarii i Australii, uważano więc, że w celu obniżenia kosztów transportu Biuro Główne należało ulokować w mieście portowym, z dobrą siecią dróg i linii kolejowych. Przygotowania do tej zmiany rozpoczęto w 1908 roku. Wysłano wtedy kilku przedstawicieli Towarzystwa wraz z jego radcą prawnym Josephem F. Rutherfordem, by zakupili posiadłość, którą C.T. Russell wybrał w trakcie wcześniejszej podróży. Zakupiono wtedy wybudowany w 1868 roku budynek misyjny Kościoła kongregacjonalnego „Plymouth Bethel” znajdujący się przy Hick Street 13–17. Należał on wcześniej do Henry’ego Warda Beechera (1813–1887), znanego pastora.
31 stycznia 1909 roku oddano do użytku obiekty znajdujące się w Brooklynie. W uroczystości tej uczestniczyło 350 osób. Nowe biura, zecernię „Strażnicy” i salę zebrań dla 800 osób, w której C.T. Russell regularnie wygłaszał przemówienia, nazwano ‚Przybytkiem Bruklińskim’.
W maju 1909 roku nabyto również, położoną trzy przecznice dalej, dawną rezydencję pastora Beechera – czteropiętrowy budynek przy Columbia Heights 124, nazywany również „Betel Beechera”. Wtedy też przyjęto używaną również obecnie przez Świadków Jehowy nazwę „Betel” jako określenie Biur Oddziałów. Nazwa ta pochodzi od hebrajskiego słowa, które oznacza „dom Boży”. W budynku tym znajdował się gabinet C.T. Russella, jadalnia ze stołem dla 44 osób. Zamieszkało w nim ponad trzydziestu pracowników biura Towarzystwa Strażnica.
Zmiana lokalizacji wpłynęła na rozwój działalności Badaczy Pisma Świętego. Wykorzystywano wówczas kazania drukowane w gazetach. W roku 1908 cotygodniowe kazania biblijne C.T. Russella publikowano w 11 gazetach, które łącznie osiągały nakład 402 000 egzemplarzy. Uważano, że gdyby cotygodniowe kazania ukazywały się w większym ośrodku miejskim, byłyby prawdopodobnie przedrukowywane na terenie całych Stanów Zjednoczonych. Po przeprowadzce do Brooklynu kazania C.T. Russella drukowało już 2000 gazet docierających do 15 milionów czytelników.
Zmiana lokalizacji na Nowy Jork, który był miastem portowym, miała również wpływ na lepszą komunikację z działającymi już wtedy biurami oddziałów w Wielkiej Brytanii (działające od 1900), w Niemczech (od 1902) i w Australii (od 1904).
W poniedziałek 6 września 1909 roku zorganizowano w brooklińskim Betel dzień otwarty, a gości witał osobiście Charles Taze Russell. Ponieważ w tym czasie zakończyła się konwencja w Saratoga Springs przybyły z wizytą setki Badaczy Pisma Świętego.
W 1915 roku ze względu na brak środków postanowiono 70 członków nowojorskiej rodziny Betel skierować do służby w terenie. Zmiana ta wiązała z ograniczeniami wydatków w każdej dziedzinie jaka w tamtym czasie dotknęła Badaczy Pisma Świętego. Niektóre osoby z tej grupy jak np. Clayton J. Woodworth po pewnym czasie powróciły do rodziny Betel.

### Aresztowanie zarządu
Pod koniec I wojny światowej ośmiu członków zarządu Towarzystwa Strażnica zostało niesłusznie oskarżonych o szpiegostwo na rzecz Niemiec. Tych, którzy przebywali w Domu Betel, aresztowano 8 maja 1918 roku, pozostałych nieco później. Zostali oni osadzeni w więzieniu przy Raymond Street w Brooklynie. Po złożeniu kaucji oczekiwali rozprawy z wolnej stopy.
Zamknięto znajdujące się w Brooklynie Biuro Główne i działalność Badaczy Pisma Świętego w Stanach Zjednoczonych została spowolniona. Proces trwał 15 dni. 20 czerwca 1918 roku około godz. 17:00 decyzję przekazano ławie przysięgłych, a około 21:40 powróciła ona z werdyktem: „Winni”. 21 czerwca sędzia Harland B. Howe ogłosił wyrok. Siedmiu oskarżonych postanowił skazać na cztery wyroki po 20 lat więzienia, a G. DeCecca otrzymał cztery wyroki po 10 lat więzienia (przy czym poszczególne wyroki skazani mieli odsiedzieć równocześnie). Miejscem odbywania kary był federalny zakład penitencjarny w Atlancie w stanie Georgia, do którego dotarli 4 lipca 1918. W tym trudnym okresie nie zaprzestano wydawania „Strażnicy”, która ukazywała się regularnie co dwa tygodnie.
Po wydaniu wyroków skazujących J.F. Rutherford zaproponował by sprzedać Przybytek Brukliński i Dom Betel. Przybytek Brukliński sprzedano lecz do finalizacji sprzedaży Domu Betel nie doszło, wyprzedano jednak jego umeblowanie. 26 sierpnia 1918 roku zaczęto przenosić prace biurowe do Allegheny na Federall Street 44 (w tym czasie była to już dzielnica Pittsburgha), gdyż Towarzystwo Strażnica było zarejestrowane w Pensylwanii. W tym czasie w Biurze w Pittsburghu pracowało około 10 osób. Uwięzionych członków zarządu zwolniono za kaucją 25 marca 1919 roku. 14 maja 1919 roku unieważniono wyroki wydane wobec wszystkich uwięzionych. Od 1 października 1919 główny ośrodek działalności Badaczy Pisma Świętego znów mieścił się w Brooklynie.

### Rozbudowa

#### 1909–1945

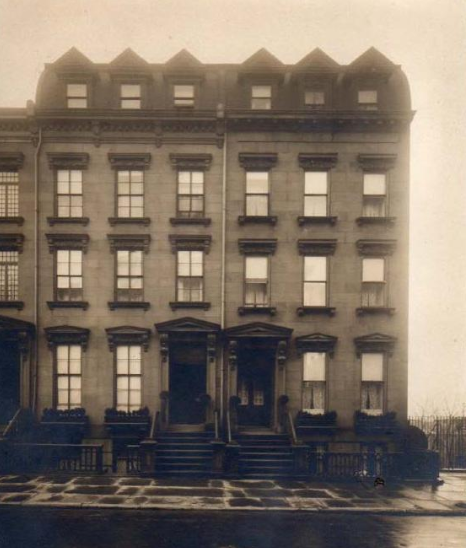
Dom Betel, Columbia Heights 122–124

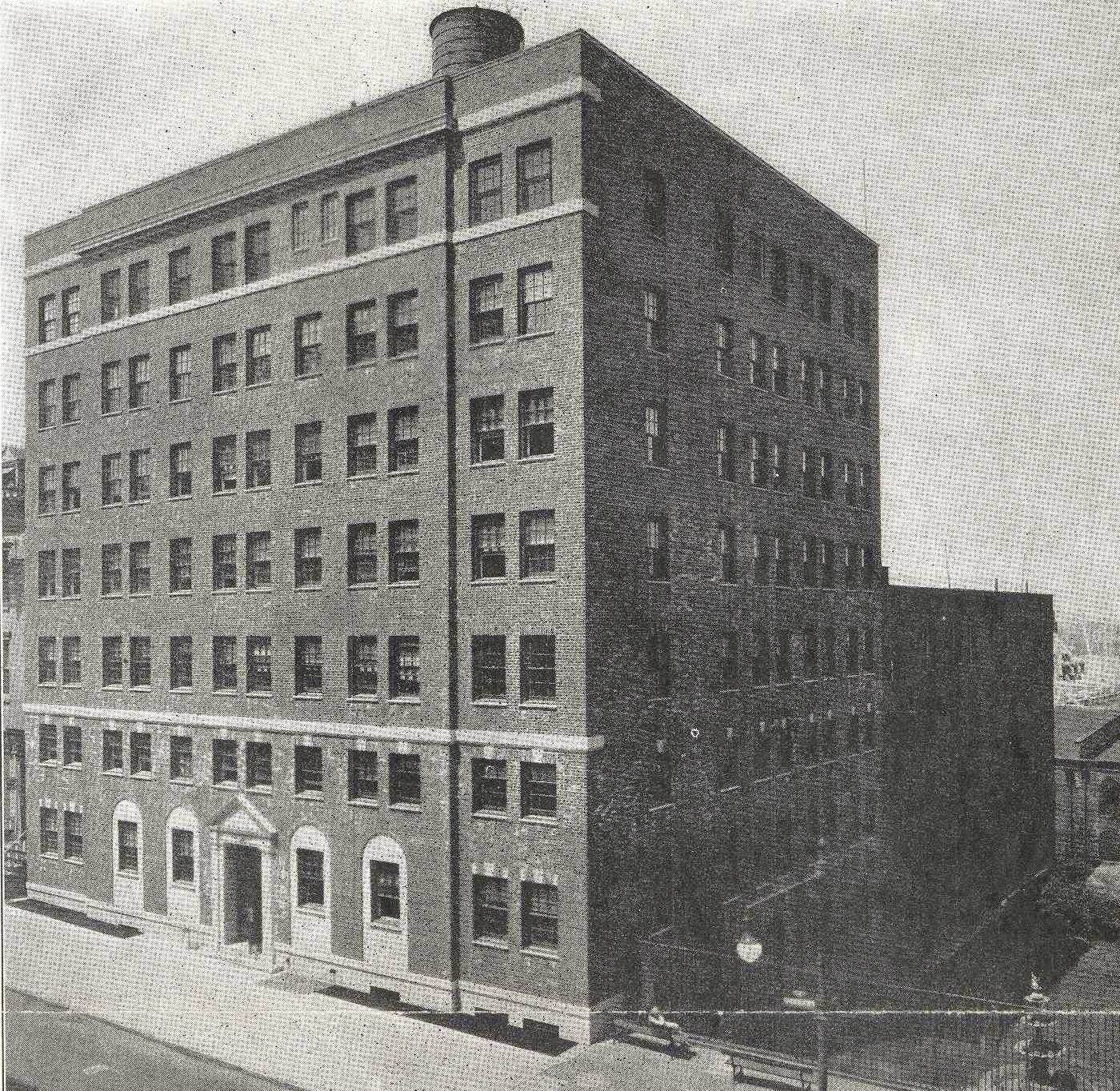
Dom Betel przy Columbia Heights

Po 1909 roku zakupiono sąsiedni względem Betel budynek przy Columbia Heights 122, a w roku 1911 ukończono budowę ośmiopiętrowego budynku położonego za Betel w stronę Furman Street.
W 1920 roku wynajęto pomieszczenia fabryczne przy Myrtle Avenue 35, w których na pierwszym piętrze zamontowano i uruchomiono prasę rotacyjną, rozpoczynając drukowanie publikacji biblijnych w Biurze Głównym. Pierwszym wydrukowanym czasopismem była „Strażnica” z 1 lutego 1920 roku w nakładzie 60 000 egzemplarzy. W suterenie zamontowano drugą maszynę nazywaną „krążownikiem”. Od wydania z 14 kwietnia 1920 roku zaczęto też drukować „Złoty Wiek” (obecne „Przebudźcie się!”).
1 marca 1922 roku ze względu na zwiększające się zapotrzebowanie na czasopisma przeniesiono drukarnię do pięciopiętrowego budynku przy Concord Street 18, a budynek przy Myrtle Avenue 35 przekształcono na magazyn papieru i literatury. Od grudnia 1926 roku w drukarni przy Concord Street rozpoczęto drukowanie Biblii. Gdy budynek przy Concord Street okazał się zbyt mały postanowiono wybudować nową drukarnię przy Adams Street 117, którą oddano w roku 1927. Obiekt ten miał 6500 m² powierzchni.
W tym czasie w Biurze Głównym pracowało 200 osób, postanowiono więc powiększyć Dom Betel. W grudniu 1926 roku nabyto działkę znajdującą się obok parceli należącej do Towarzystwa Strażnica przy Columbia Heighst 124. W styczniu następnego roku rozebrano trzy budynki o numerach 122, 124 i 126. Wzniesiono w tym miejscu 9-kondygnacyjny budynek mieszkalny, który został połączony z budynkiem przy Furman Street wybudowanym w 1911 roku. W roku 1945 oddano do użytku budynek przy Orange Street 34.

#### 1946–1969
W 1946 roku postanowiono rozbudować drukarnię przy Adams Street 117 i Dom Betel. W tym celu zakupiono sąsiednią posiadłość, którą następnie wyburzono. Budowę 9-kondygnacyjnej drukarni rozpoczęto 6 grudnia 1948 roku, a zakończono w 1950 roku. Dzięki temu niemal dwukrotnie powiększono powierzchnię drukarni, a obiekty Towarzystwa Strażnica tworzyły cały kompleks budynków pomiędzy dwiema przecznicami o powierzchni użytkowej około 15 000 metrów kwadratowych. W 1950 roku do rodziny Betel należało 355 osób w wieku od 19 do 80 lat, należących do różnych narodowości.
W roku 1954 ukończono budowę nowego gmachu przy Bigelow Boulevard 4100 w Pittsburghu. Budynek ten stał się oficjalnym biurem Towarzystwa Strażnica. Odbywały się w nim doroczne zebrania statutowe korporacji pensylwańskiej.
Wiosną 1955 roku rozpoczęto prace ziemne pod budowę nowej drukarni przy Sands Street 77. W 1956 roku zakończono budowę 12-piętrowego gmachu o powierzchni 17 800 m². Budynek ten nazwano „Budynkiem Strażnicy”. Został on połączony łącznikiem biegnącym nad ulicą z budynkiem przy Adams Street 117. W roku 1958 Towarzystwo Strażnica zakupiło również 8-piętrowy budynek w przyległym ciągu domów, z przeznaczeniem prawie w całości na magazyny.
W 1950 roku wzniesiono 11-piętrowy gmach mieszkalny gdyż w tym czasie w Biurze Głównym pracowało 355 osób. 8 grudnia 1958 roku rozpoczęto rozbiórkę starych domów w miejscu nowej 11-piętrowej budowli, przylegającej do Domu Betel przy Columbia Heights. Budynek został oddany do użytku 10 października 1960 roku. W tym czasie personel Biura Głównego wzrósł do 607 osób.
W roku 1966 na parceli przylegającej do budynków należących do Towarzystwa Strażnica rozpoczęto wznoszenie 10-piętrowej drukarni o powierzchni 21 995 m². Oddano ją do użytku 31 stycznia 1968 roku. Ogólna powierzchnia obiektów drukarni była 10 razy większa od pierwotnej.
2 maja 1969 roku oddano do użytku nowy 6-piętrowy gmach przy Columbia Heights 119 połączony z fasadami trzech starych budynków. Wraz z sąsiednią kamienicą należącą do Świadków Jehowy obiekty te zostały zamieszkane przez pracowników Biura Głównego.
Dnia 25 listopada 1969 roku korporacja Strażnica – Nowojorskie Towarzystwo Biblijne i Traktatowe zakupiła w Brooklynie kompleks 10 budynków, należących wcześniej do zakładów farmaceutycznych Squibb
. Powierzchnia Biura Głównego powiększyła się o 60 000 m². Dzięki temu obiekty Towarzystwa Strażnica w Brooklynie, połączone ze sobą łącznikami, zajmowały cztery kwartały uliczne.

#### 1970–2016

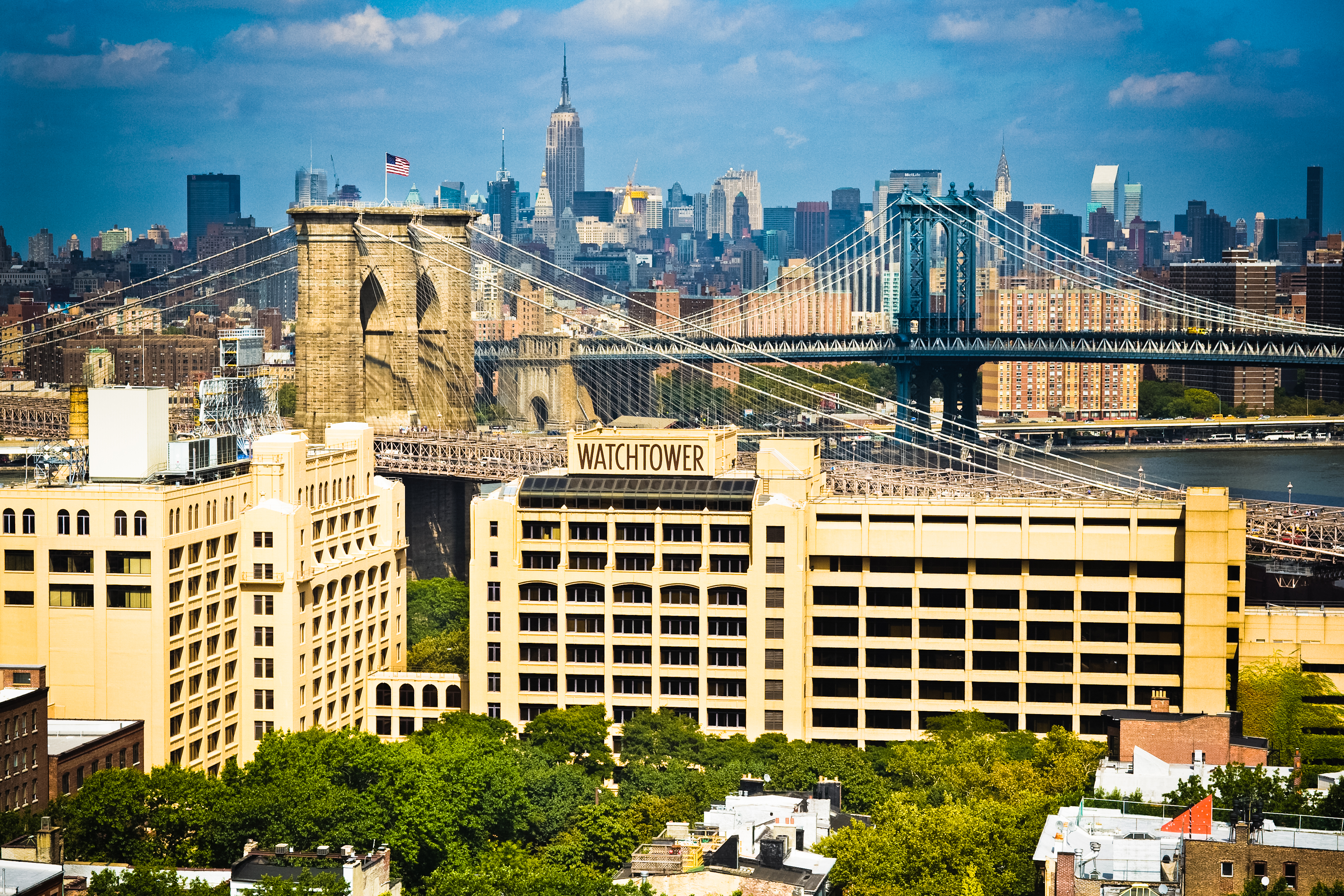
Światowe Biuro Główne Świadków Jehowy Columbia Heights 25/30, Nowy Jork, Stany Zjednoczone (siedziba biura do 3 sierpnia 2016 roku)

W 1969 roku stała rodzina Betel liczyła 1042 osoby. W sierpniu 1970 roku w obiektach Biura Głównego i farm Towarzystwa Strażnica w Stanach Zjednoczonych wraz z 70 studentami Szkoły Gilead mieszkało 1519 osób. By wszystkich zakwaterować wynajmowano również trzy piętra pobliskiego Hotelu Towers przy Clark Street 21, wybudowanego w 1928 roku. Towarzystwo Strażnica postanowiło opuścić ten hotel do 1 października 1974 roku, w związku z tym zarząd hotelu złożył ofertę zbycia obiektu. 14 stycznia 1975 roku Hotel Towers został zakupiony przez Towarzystwo Strażnica i służył jako budynek mieszkalny wraz z jadalnią dla ponad 1000 wolontariuszy z Biura Głównego. W 1995 roku przeprowadzono renowację budynku.
W roku 1973 wybudowano drukarnię pomocniczą na Farmach Strażnicy w Wallkill produkującą głównie czasopisma.
Zakupiono również jedenastokondygnacyjny hotel Margaret przy Columbia Heights 97, stojący naprzeciw pierwotnego Domu Betel. Hotel ten spłonął podczas prac remontowych prowadzonych w lutym 1980 roku. Właściciel obiektu w roku 1986 sprzedał go Towarzystwu Strażnica. Po odbudowie został połączony przejściem podziemnym z kompleksem Domu Betel. Budynek posiada 97 mieszkań, niektóre z nich z tarasami, na dachu znajduje się duży taras, a w podziemiach 30 miejsc parkingowych z osobnym wjazdem z Orange Street.
15 marca 1982 oddano do użytku biura zarządu Towarzystwa Strażnica.
15 marca 1983 roku zakupiono wybudowany w 1928 roku obiekt przy Furman Street 360 o powierzchni 95 000 m² i poddano go remontowi kapitalnemu.

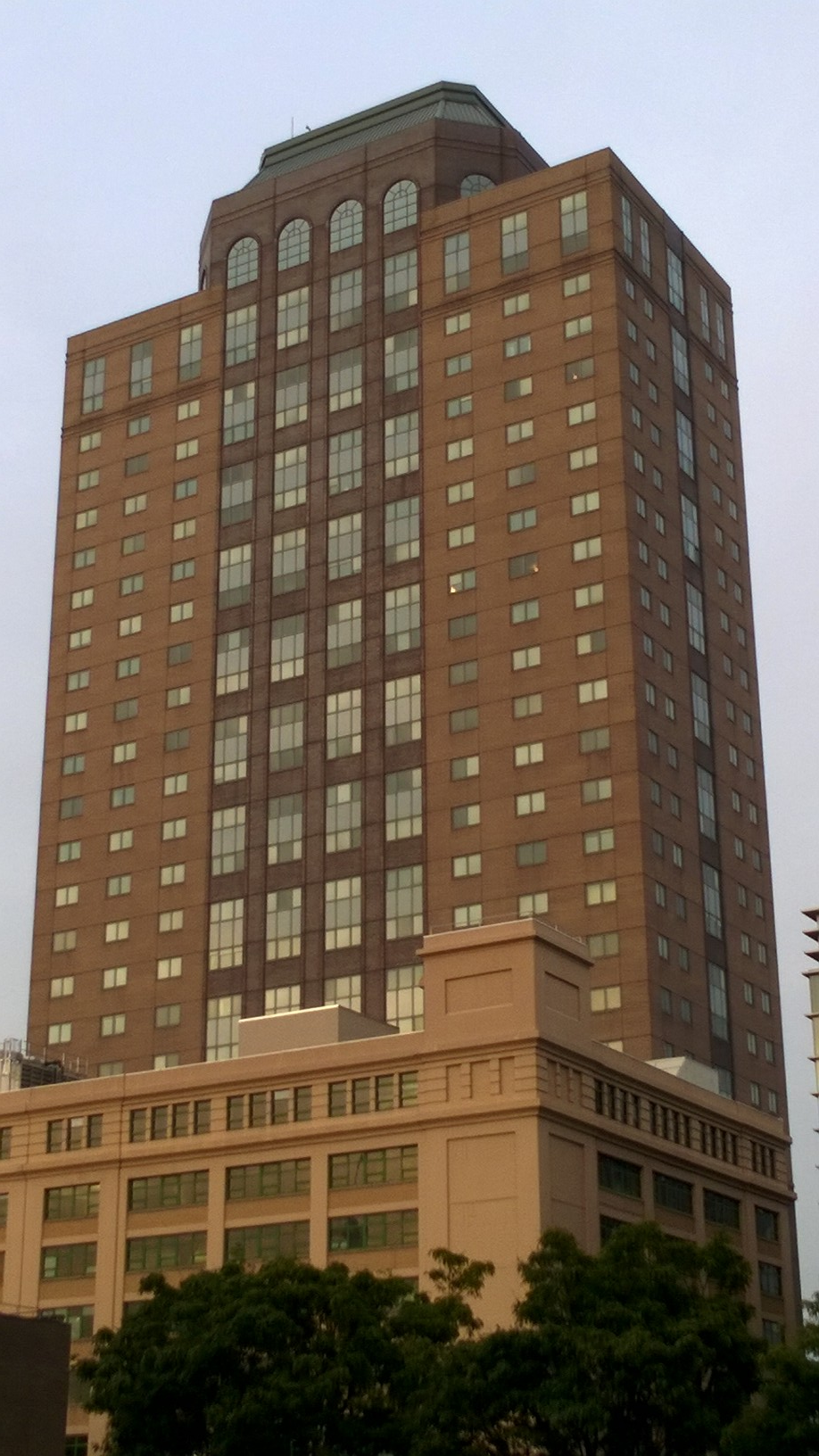
Budynek mieszkalny przy Sands Street 90

W grudniu 1986 roku nabyto nieruchomość przy Sands Street 90. Mieściła się tam wówczas fabryka przy Jay Street 160. Została ona wyburzona, a 30 sierpnia 1990 roku uzyskano pozwolenie na wybudowanie w tym miejscu 30-kondygnacyjnego bloku mieszkalnego. 18 września 1995 roku miała miejsce uroczystość, podczas której oddano w użytkowanie budynek mieszkalny przy Sands Street 90, w którym zamieszkało około tysiąca pracowników Biura Głównego.
Ostatnia taka uroczystość miała miejsce 2 maja 1969 roku, w okresie późniejszym oddano do użytku 17 innych obiektów. Niektóre z nich zostały wybudowane od podstaw, inne zostały zakupione i odremontowane. Zaadaptowano na pomieszczenia mieszkalne również dwa budynki nabyte w latach czterdziestych.
W 1988 roku w Biurze Głównym (przy Columbia Heights 25, od 2016 roku mieści się w Warwick) powstała Służba Informacji o Szpitalach, biuro międzynarodowe, powołane w celu nadzorowania pracy międzynarodowej sieci Komitetów Łączności ze Szpitalami. Służba ta powstała z myślą o ułatwieniu kontaktów Świadków Jehowy ze środowiskiem medycznym.
W roku 1994 wybudowano czterokondygnacyjny budynek przy Adams Street 69. W 1995 roku w Biurze Głównym pracowało 3360 osób, które mieszkały w 22 budynkach Towarzystwa Strażnica w Brooklynie.
Od października 2014 roku w Biurze Głównym ma siedzibę „Ogólnoświatowy Dział Projektowo-Budowlany (ODPB)”, który sprawuje nadzór nad budową i modernizacją na całym świecie: Sal Królestwa, Sal Zgromadzeń, Biur Oddziałów, Biur Tłumaczeń. Organizacja Świadków Jehowy na całym świecie dysponuje prawie 80 000 obiektów, których łączna powierzchnia wynosi przeszło 20 milionów metrów kwadratowych.
6 października 2014 roku ze studia telewizyjnego przy Columbia Heights 30 rozpoczęto emisję programu telewizji internetowej „JW Broadcasting” dostępnej w przeszło 230 językach (w tym polskim i polskim migowym), w 2016 roku studio zostało przeniesione do budynku w Tuxedo, koło nowego kompleksu Biura Głównego w Warwick.

## „Codziennie czytaj Słowo Boże Biblię”

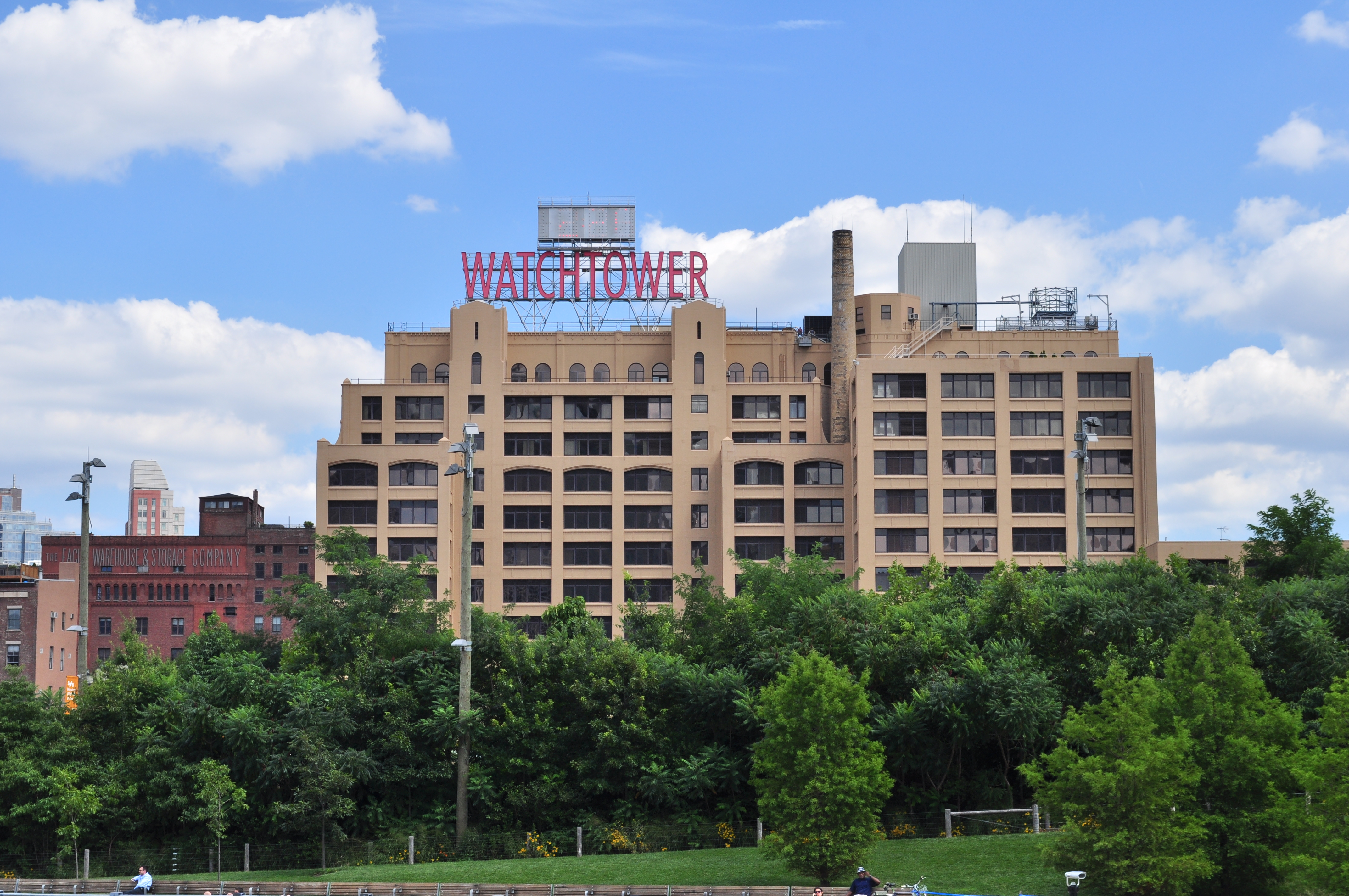
Neon „Watchtower” na dachu Biura Głównego przy Columbia Heights 30, zamontowany w 1970 roku

W latach 50. XX wieku na jednym z budynków drukarni przy Adams Street 117 umieszczono napis „Read God's Word the Holy Bible Daily” („Codziennie czytaj Słowo Boże Biblię”), który ludziom dojeżdżającym do pracy, turystom czy innym przechodniom przypominał, aby codziennie czytali Biblię.
W roku 1970 na dachu Biura Głównego przy Columbia Heights 30 zamontowano czerwony podświetlany napis „Watchtower” („Strażnica”) o wysokości ponad 4,5 metra oraz wyświetlacz pokazujący czas i temperaturę. W 2012 roku na budynkach przy Columbia Heights umieszczono także wielkie niebieskie banery z logo „JW.ORG” – reklamujące oficjalną stronę internetową Świadków Jehowy.

## Biblijna Szkoła Strażnicy – Gilead
Na początku lat 60. XX wieku postanowiono przenieść Szkołę Gilead do Biura Głównego. Jako pierwsza naukę w Biurze Głównym przy Columbia Heights 107 rozpoczęła trzydziesta szósta klasa 6 lutego 1961 roku. Szkoła Gilead miała swoją siedzibę w Biurze Głównym do 1988 roku kiedy przeniesiono ją na Farmy Strażnicy do Wallkill.

## Reorganizacja
W 1994 roku rozpoczęto przeprowadzkę kilku działów Biura Głównego do Centrum Szkoleniowego Towarzystwa Strażnica w Patterson. 1 września 1995 roku przeniesiono Dział Służby, Dział Korespondencji, Służbę Wspierania Tłumaczeń, Dział Graficzny, Dział Fotograficzny, Dział Plastyczny, a także Dział Filmów Wideo ze studiem nagrań (w Biurze Głównym mieści się drugie Studio Nagrań). Wykonuje się tu również część zadań dla działów: Prawnego, Projektowego i Brajlowskiego.
W 2002 roku postanowiono skonsolidować działalność poligraficzną Świadków Jehowy w Stanach Zjednoczonych. Dwa lata później wszelkie prace drukarskie, introligatorskie i ekspedycyjne przeniesiono do drukarni Towarzystwa Strażnica znajdującej się w Wallkill, 150 kilometrów na północ od Brooklynu. 29 kwietnia 2004 roku zatrzymano ostatnią maszynę drukarską pracującą w Brooklynie, kończąc tym samym okres 84 lat gdy literatura biblijna była drukowana w brooklińskim Betel. Kilka tygodni później zamknięto introligatornię.
W związku z konsolidacją działalności poligraficznej w Wallkill w 2003 roku postanowiono sprzedać obiekt przy Furman Street 360. Budynek został sprzedany 18 czerwca 2004 roku. Znajdujące się w nim pralnia, biura i warsztaty przeniesiono do zwolnionych pomieszczeń w kompleksie przy Adams Street 117. 26 kwietnia 2016 roku sprzedano budynek przy Columbia Heights 124 o powierzchni 14 121 m², 24 maja 2016 roku budynek przy Clark Street 21 o powierzchni 29 150 m², 26 października 2016 roku budynek przy Columbia Heights 97 o powierzchni 8232 m², 29 listopada 2016 roku budynek przy Adams Street 64 o powierzchni 7026 m², a 20 grudnia 2016 roku niezabudowaną parcelę o powierzchni 92 903 m² przy Jay Street 85 w dzielnicy Dumbo. 3 sierpnia 2016 roku sprzedano budynki przy Columbia Heights 25–30, Columbia Heights 50, Columbia Heights 58 i Furman Street 55 o ogólnej powierzchni około 68 154 m². 9 maja 2017 roku sprzedano 11-piętrowy budynek o powierzchni 14 312 m² przy Columbia Heights 107, który od roku 1960 służył jako budynek mieszkalny dla wolontariuszy z Biura Głównego. 11 sierpnia 2017 roku  Świadkowie sprzedali budynek położony przy Columbia Heights 119, a 31 sierpnia 2017 roku sprzedali budynek o powierzchni 8232 m² przy Columbia Heights 97, który także od przeszło 30 lat służył jako budynek mieszkalny dla wolontariuszy. 12 grudnia 2018 roku sprzedano ostatnią nieruchomość, działkę przy One York Street (Front Street 30), która została zakupiona w 1977 roku i służyła jako parking dla personelu Biura Głównego. Od 2004 roku Świadkowie sprzedali 37 nieruchomości położonych w Brooklynie.

## Przeprowadzka Biura do Warwick
Głównym powodem przeniesienia siedziby Towarzystwa Strażnica z Brooklynu do Warwick były względy ekonomiczne. Utrzymanie rozległego kompleksu obiektów, znajdującego się w Brooklynie pochłaniało fundusze, które postanowiono przeznaczyć na biblijną działalność edukacyjną prowadzoną przez Świadków Jehowy. Dlatego też podjęto decyzję o zmianie lokalizacji Biura Głównego do zwartego kompleksu budynków jaki powstał w Warwick.
17 lipca 2009 roku zakupiono 102-hektarową posiadłość położoną w Warwick, w pobliżu sztucznego jeziora Sterling Forest (zwanego też Blue Lake), około 80 kilometrów na północny zachód od Brooklynu z przeznaczeniem jej na nową siedzibę Biura Głównego. W nowych obiektach o powierzchni 140 000 m² mieszka i pracuje nieodpłatnie około 800 osób. Znajduje się tam kompleks biurowo-usługowy (z audytorium i jadalnią na 1100 osób), cztery budynki mieszkalne (578 pokoi), budynek wielofunkcyjny, wieża widokowa o wysokości 23 m., biblioteka z 65 000 woluminów oraz muzeum poświęcone nowożytnej historii Świadków Jehowy. Rozpoczęcie budowy nastąpiło w 2013 roku i początkowo miała potrwać cztery lata.
W lipcu 2013 roku osiągnięto porozumienie dotyczące sprzedaży kompleksu sześciu budynków przy Adams Street 117 i Sands Street 90. Pięć z nich Towarzystwo Strażnica opuściło w połowie sierpnia 2013 roku, natomiast budynek przy Sands Street został oddany w roku 2017.
17 lipca 2013 roku Komisja Planowania Przestrzennego w Warwick jednogłośnie zatwierdziła plan sytuacyjny nowego Biura Głównego, a 26 lipca uzyskano pozwolenie na budowę. Początkowo otwarcie Biura Głównego w nowej lokalizacji planowano na 1 stycznia 2017 roku. Ze względu na postęp prac szybszy niż zakładano, Biuro Główne w Warwick funkcjonuje od 1 września 2016 roku. W pracach budowlanych codziennie brali udział głównie Świadkowie Jehowy – w szczytowym okresie budowy od sierpnia do października 2015 na budowie pracowało około 3800 wolontariuszy, a w ciągu całej budowy – przeszło 27 000. Koszty budowy w Warwick i Wallkill zostały pokryte ze sprzedaży obiektów w Nowym Jorku. Uroczyste otwarcie tych nowych obiektów zostanie połączone z programem zgromadzenia statutowego 7 października 2017 roku.
W sierpniu 2016 roku Świadkowie Jehowy zakończyli budowę nowego Biura Głównego w Warwick. Przeprowadzkę ponad 2000 wolontariuszy z 70 działów, którzy zajmowali 16 budynków w Nowym Jorku o powierzchni 150 000 m², zaplanowano na 13 miesięcy – do początku 2017 roku. W 2017 roku w Biurze Głównym w Warwick pracowało i mieszkało około 800 wolontariuszy z przeszło 80 krajów, przeszło 200 było wolontariuszami dojeżdżającymi, a około 170 wspierało pracę Biura Głównego poprzez internet.
W tym samym czasie ukończyli też równoległy projekt, polegający na odnowieniu 60-letniej zapory na jeziorze Blue Lake. W celu ochrony tego zbiornika zastosowano szereg rozwiązań przyjaznych dla środowiska. Na przykład na dachach budynków zostały posadzone rośliny, które mają odfiltrowywać z wody opadowej zanieczyszczenia i ograniczać jej odpływ. Podjęto też starania, aby chronić naturalnie występującą roślinność nadbrzeżną jeziora.
W sierpniu 2016 roku Świadkowie Jehowy otrzymali najwyższą nagrodę Green Building Initiative (GBI) za przyjazny dla środowiska projekt nowego Biura Głównego. Tytuł i certyfikat Czterech Zielonych Globów, za wysoki poziom gospodarowania zasobami wody i energii oraz ograniczania oddziaływania na środowisko, otrzymało wszystkie siedem budynków.

### Centrum Audio-Wideo w Ramapo
5 października 2019 roku na dorocznym spotkaniu statutowym „Pensylwańskiego Towarzystwa Biblijnego i Traktatowego – Strażnica” poinformowano o przygotowaniach do budowy centrum audio-wideo na działce zakupionej w 2009 roku. Powierzchnia projektowanego kompleksu przy 155 Sterling Mine Road w Ramapo (3 km od Biura Głównego w Warwick) wynosi ponad 100 hektarów. Oprócz ośmiu budynków studyjnych, w kompleksie tym znajdą się również biura, 10 obiektów  mieszkalnych, parking podziemny i centrum dla zwiedzających. Nowe studio filmowe przyczyni się do zwiększonej produkcji opartych na Biblii programów audiowizualnych. Planuje się, że będzie w nim pracować i mieszkać przeszło 1000 wolontariuszy. Będzie w nim też 920 stanowisk biurowych oraz Dział Produkcji Filmowych i Audio-Wideo, Dział Przetwarzania Tekstu, Dział Korespondencyjny oraz Dział Plastyczny. Obecnie produkcja Działu Produkcji Filmowych i Audio-Wideo odbywa się w 4 lokalizacjach (również w Mount Ebo, koło Patterson, 100 km na północ od Nowego Jorku). Przygotowywania do budowy zaczęto w 2019 roku, rozpoczęcie wstępnych robót nastąpiło w 2022 roku (z powodu pandemii COVID-19 zostało przesunięte o rok), a zakończenie na grudzień 2026 roku. Niektóre prace realizowane obecnie w obiektach w Patterson zostaną przeniesione do tego kompleksu.
9 grudnia 2020 roku Rada Miejska Ramapo zatwierdziła projekt budowlany. 9 listopada 2022 roku władze miejskie Ramapo zatwierdziły zmodyfikowany plan zagospodarowania terenu, a 28 grudnia 2022 roku wydały zgodę na zagospodarowanie terenu. 28 czerwca 2023 roku Miejska Komisja Planowania Przestrzennego w Ramapo zatwierdziła plan sytuacyjny projektu budowlanego, a 6 listopada 2024 roku zatwierdziła pozwolenie na budowę obiektu.

## Przedstawiciel Biura Głównego
Komitet Służby Ciała Kierowniczego wyznacza swoich członków lub przedstawicieli do  wizyt pasterskich w poszczególnych Biurach Oddziału. Ten przedstawiciel Biura Głównego, wytypowany przez Ciało Kierownicze co rok odwiedza Biuro Oddziału i Biura Tłumaczeń na nadzorowanym przez nie obszarze, spotyka się tam z misjonarzami terenowymi Biblijnej Szkoły Strażnicy – Gilead lub Kursu dla Ewangelizatorów Królestwa, udzielając im zachęt, przedstawia też okolicznościowe przemówienie w czasie „specjalnego programu duchowego”, które jest transmitowane do Sal Królestwa i Sal Zgromadzeń.

## Możliwość zwiedzania
Zarówno Biuro Główne Świadków Jehowy w Warwick jak też drukarnia Towarzystwa Strażnica znajdująca się na Farmach Strażnicy w Wallkill oraz Centrum Szkoleniowe Towarzystwa Strażnica w Patterson są otwarte dla zwiedzających od poniedziałku do piątku w godzinach od 8:00 do 11:00 i od 13:00 do 16:00. Corocznie kompleks budynków w Brooklynie zwiedza ponad 40 tysięcy osób, a wraz z Farmami w Wallkill oraz Centrum Szkoleniowym w Patterson ponad 70 tysięcy osób. Wycieczka z przewodnikiem po terenie Biura Głównego trwa około godziny i pokazuje jak jest koordynowana i wspierana ogólnoświatowa działalność Świadków Jehowy. W maju 2014 roku we wspomnianych trzech kompleksach pracowało ponad 5000 osób, z czego przeszło 3600 zostało przeszkolonych w zajmowaniu się gośćmi. Wycieczki są obsługiwane w ok. 40 językach. 22 i 29 kwietnia 2017 roku zorganizowano dzień otwarty dla sąsiadów niebędących Świadkami Jehowy, dla dostawców i pracowników firm budowlanych, którzy wspierali budowę oraz urzędników miejskich. Biuro Główne w Warwick zwiedzało dziennie średnio 1150 osób. W samym tylko 2017 roku Biuro Główne zwiedziło 302 401 osób.

### Wystawy
W marcu 2017 roku w Biurze Głównym w Warwick otworzono trzy stałe wystawy.
W październiku 2012 roku w Biurze Głównym przy Columbia Heights 25 otwarto stałą wystawę „Lud dla imienia Jehowy”, opowiadającą historię Świadków Jehowy. Przeniesiona do Warwick wystawa składa się z czterech części, z których każda zaczyna się od wprowadzającego filmu w języku angielskim z możliwością włączenia napisów w 7 językach. Zawiera eksponaty, wykresy graficzne i sprawozdania osób.
W 2022 roku została otwarta nowa wystawa „Rozgłaszajcie, rozgłaszajcie, rozgłaszajcie – 100 lat głoszenia o Królestwie”, przedstawiająca historyczne zgromadzenie w 1922 roku i jego wpływ na dzieło głoszenia.
Kolejna stała wystawa „Biblia a imię Boże”, prezentuje unikatową kolekcję przekładów Biblii (w tym pierwsze wydanie Biblii króla Jakuba z 1611 roku, Biblia Reiny z 1569 roku i Reina-Valera z 1602, Biblia Sacra łacińskie wydanie Sebastiana Schmidta z 1708 roku, Poliglota kompluteńska również Poliglota norymberska z 1599 roku i Poliglota lipska, Novum Instrumentum omne Erazma z 1516 roku, The Great Bible z 1549 roku, Jehovabijbel z 1762 roku, The Julia Evelina Smith Parker Translation czy łacińską Biblię wydrukowaną w Zurychu w 1544 roku), reprodukcji starożytnych artefaktów oraz pojedynczych stronic ze średniowiecznych Biblii zawierających imię Boże. Od jej otwarcia w roku 2013, w ciągu 2 lat obejrzało ją przeszło 133 tysiące osób. W nowym Biurze Głównym w Warwick powiększono powierzchnię wystawową. Wystawa zawiera również zmienianą cyklicznie część, w której znajdują się inne rzadkie egzemplarze Biblii (m.in. Biblię zuryską edycje z 1536 roku) i związane z nią przedmioty w części „Słowo Boże będzie trwało po czas niezmierzony”.
Po przeniesieniu Biura Głównego do Warwick otwarto kolejną stałą wystawę „Biuro Główne – wiara w działaniu”. Jest to interaktywna wystawa, która okazuje pracę komitetów Ciała Kierowniczego i pomoc Świadkom Jehowy we „wspólnym zgromadzaniu, czynieniu uczniów, korzystaniu z pokarmu duchowego i okazywaniu wzajemnej miłości”. Wystawa jest podzielona na cztery sekcje: Okazywanie miłości (Jn 13:35), Wspólne zebrania (Hbr 10:24, 25), Przyjmowanie pokarmu duchowego (Łk 12:42), Pozyskiwanie uczniów (Mt 28:19).
Do końca 2018 wystawy zwiedziło ponad pół miliona osób. Koordynowaniem wystaw zajmuje się Dział Muzealny. Oprócz stałych wystaw, są również specjalne (czasowe), które są później wysyłane do Biur Oddziału na całym świecie w ramach programu wymiany eksponatów i unikatowych Biblii. Jedna z takich wystaw pod tytułem „Nie poddamy się!” była prezentowana przez 10 miesięcy (2017/2018). Ukazywała działalność Świadków Jehowy w Rosji. Kolejna specjalna wystawa nosiła tytuł „Odważne zachowywanie niezłomności”.
Wszystkie te wystawy w Warwick są otwarte do samodzielnego zwiedzania z wykorzystaniem nagrań dźwiękowych (przewodnik jest nagrany w 13 językach) od poniedziałku do piątku, w godzinach od 8:00 do 16:00.
Można też skorzystać z 20-minutowej wycieczki z przewodnikiem, podczas której zwiedza się budynki biurowo-usługowe oraz teren Betel. Zwiedzanie z przewodnikiem odbywa się od poniedziałku do piątku, w godzinach od 8 do 11 i od 13 do 16.